# Mario López Larrave
Mario López Larrave (* 7. April 1929; † 8. Juni 1977 in Guatemala-Stadt) war ein guatemaltekischer Rechtswissenschaftler, Hochschullehrer und Arbeitsrechtsanwalt.

## Leben
López Larrave studierte Rechtswissenschaften an der Universidad de San Carlos de Guatemala (USAC) in Guatemala-Stadt. Er schloss das Studium 1958 mit einer Arbeit über das Arbeitsrecht als Anwalt und Notar ab. Bereits als Student engagierte er sich in der Studentengruppe Frente Unido de Derecho und war Mitherausgeber von deren Publikation Nuestra Lucha. Er arbeitete nach dem Studium als Arbeitsrechtsanwalt und unterrichtete an der USAC.
1970 wurde er Dekan der Fakultät für Rechts- und Sozialwissenschaften der Universität. Unter seinem Dekanat wurden die Escuela de Orientación Sindical und ein Studiengang für Prozessrecht im Arbeitsrecht gegründet, wo neben der Lehrtätigkeit auch Rechtsberatungen für Gewerkschafter weit über den universitären Bereich hinaus stattfanden. Er selbst gründete die Práctica y Secretaría de Derecho Laboral und eine Erweiterung der Universität in den Räumen der alten medizinischen Fakultät. Die Lehrtätigkeit dort musste nach Morddrohungen gegen teilnehmende Studenten eingestellt werden. Außerdem war er auch Gründer der Asociación Guatemalteca del Derecho del Trabajador.
Insbesondere engagierte sich López Larrave in den 1970er Jahren bei der Gründung verschiedener Bankengewerkschaften, aus denen schließlich die Federación de Empleados Bancarios y de Seguros (FESEBS) hervorging. Während unter General Carlos Arana Osorio die Gewerkschaftsbewegung unterdrückt wurde, folgte unter seinem Nachfolger Kjell Eugenio Laugerud García eine Lockerung, die zur Gründung des Comité Nacional de Unidad Sindical (CNUS) führte, dessen Rechtsberater López Larrave wurde.
Als Wissenschaftler verfasste López Larrave mehrere Bücher und Artikel zu arbeitsrechtlichen Themen, zur Geschichte der Gewerkschaftsbewegung (Breve Historia del Movimiento Sindical), zu Fragen der Vereinigungsfreiheit, zum Streikrecht und auch den Entwurf eines neuen Arbeitsgesetzbuchs. 
Am 8. Juni 1977 nahm López Larrave als Mitglied an einer Sitzung des Obersten Rates der Universität San Carlos teil, die fast den ganzen Tag dauerte. Danach wurde er auf dem Weg von seinem Büro zur Fakultät, wo er eine Vorlesung halten sollte, von Unbekannten aus einem Auto heraus durch Schüsse mit einem Maschinengewehr ermordet. Die Tat rief landesweite Proteste bei Studenten und Gewerkschaftern und bei internationalen Organisationen hervor. Laut der Comisión para el Esclarecimiento Histórico (Kommission zur geschichtlichen Aufarbeitung) wurde der nie aufgeklärte Mord von „repressiven Kräften des Staates“ ausgeführt. 
Jorge Álvaro Sarmientos widmete ihm seine Komposition Responso Hommage II. Dreißig Jahre nach seinem Tod wurde am Eingang des Auditoriums der juristischen Fakultät der Universidad de San Carlos, das seinen Namen trägt, ein Porträt López Larraves enthüllt.